# Typ 3 Ho-Ni III
Der Typ 3 Ho-Ni III (jap. 三式砲戦車 ホニIII, Sanshiki hōsensha Ho-Ni III) war ein japanischer Jagdpanzer, der von 1943 (Kōki 2603, daher die Typbezeichnung) bis 1945 vom Kaiserlich Japanischen Heer eingesetzt wurde. Das Vorgängermodell hieß Typ 1 Ho-Ni II.

## Geschichte
Japans Entscheidung 1942, Panzerdivisionen aufzustellen, erforderte gleichzeitig, die der Panzerdivision unterstellten Artillerie-Verbände zu motorisieren. Dazu wurde auf das bewährte Fahrgestell des Typs 97 Chi-Ha zurückgegriffen. Als Hauptbewaffnung für die zukünftige Panzerartillerie wurde das 75-mm-Feldgeschütz Typ 90 verwendet, das bei den Modellen Typ 1 Ho-Ni I und II in einem sogenannten Kasemattaufbau auf ein modifiziertes Typ-97-Fahrgestell montiert wurde. Der offene Aufbau erwies sich als ungenügender Schutz für die Panzerbesatzung und so wurde 1943 der Typ 3 mit geschlossenem Kasemattaufbau entwickelt, der 1944 an das Heer ausgeliefert wurde.

## Einsätze
Wegen des Mangels an Rohstoffen und den ständigen Bombardements durch die amerikanischen Luftstreitkräfte fiel es der japanischen Industrie immer schwerer, den Anforderungen des Heeres und der Marine gerecht zu werden. So konnte nur eine geringe Anzahl von 31 bis 41 Typ 3 produziert werden, von denen nur einige wenige während der Kämpfe auf Luzon und Okinawa zum Einsatz kamen. Die Mehrzahl der Typ 3 verblieb auf den japanischen Inseln in Erwartung einer alliierten Landung.

## Technik
Als Fahrgestell diente dem Typ 3 Ho-Ni III ein modifizierter Typ 97 Chi-Ha. Anstatt eines drehbaren Turmes wurde, anders als beim Typ 1 Ho-Ni I und II, ein geschlossener Kasemattaufbau angebracht, der die fünfköpfige Besatzung schützte. Der hintere Teil des Turms konnte durch zwei Flügeltüren geöffnet werden. Nach vorne diente eine dreiseitige Panzerplatte mit bis zu einer Stärke von nur 25 Millimetern als Schutz. Als Bewaffnung diente eine 75-mm-Kampfwagenkanone Typ 3, die ein modifiziertes 75-mm-Feldgeschütz Typ 90 war. Eine Sekundärbewaffnung wie ein MG war nicht vorgesehen. Die Munition wurde im hinteren Teil des Panzerjägers gelagert.
Insgesamt wurden nur 57 Exemplare des Typ 3 geordert, von denen wiederum lediglich 31 bzw. 41 produziert wurden.